# Corsiniové

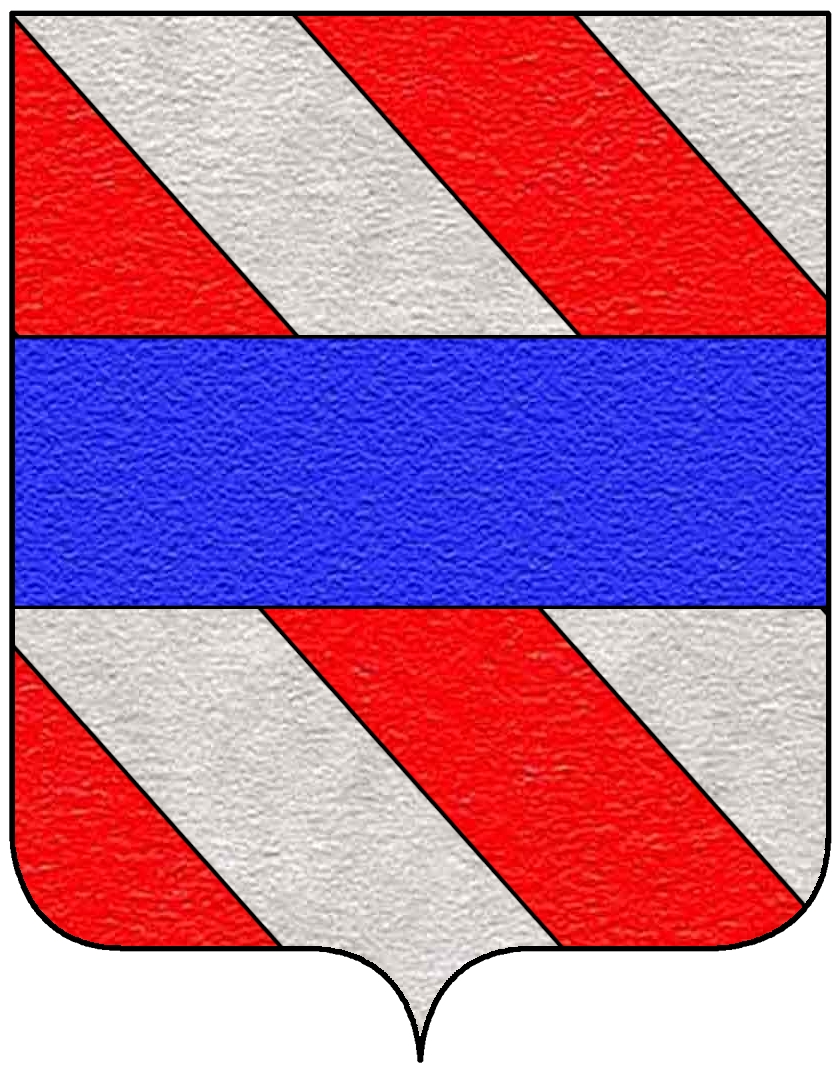
Erb Corsiniů

Corsiniové (italsky Corsini) je severoitalský šlechtický a obchodnický rod z Florencie doložený od 12. století. Jeho zakladatelem byl Neri Corsini, který do Florencie přišel z oblasti Poggibonsi, nejznámějším členem je papež Klement XII., který svůj úřad vykonával v letech 1730 až 1740. Fiesolský biskup Andrea Corsini je katolickou církví uctíván jako světec a církevními hodnostáři byli i mnozí další Corsiniové.